# Cynosa ramosa
Cynosa ramosa là một loài nhện trong họ Lycosidae.
Loài này thuộc chi Cynosa. Cynosa ramosa được Ludwig Carl Christian Koch miêu tả năm 1877.